# Ekonomická globalizace
Ekonomická globalizace nebo hospodářská globalizace je jedna ze tří hlavních dimenzí globalizace obvykle se nacházejících v akademické literatuře, další dvě jsou politická globalizace a kulturní globalizace. Ekonomická globalizace označuje široký mezinárodní pohyb zboží, kapitálu, služeb, technologie a informací. Je to rostoucí ekonomická integrace a vzájemná závislost národních, regionálních a lokálních ekonomik ve světě přes intenzifikaci přeshraničního pohybu zboží, služeb, technologií a kapitálu. Ekonomická globalizace primárně obsahuje globalizaci produkce, financí, trhů, technologie, organizačních režimů, institucí, korporací a práce.
I když ekonomická globalizace začala expandovat růstem mezinárodního obchodu, zvýšený růst nastal pro pokrok v efektivnosti dálkové dopravy, v telekomunikacích atd. Tempo globalizace se zvýšilo též díky všeobecné dohodě o clech a obchodu a Světové obchodní organizaci, členové které postupně ruší obchodní bariéry a otevírají kapitálové účty. Současný rozvoj byl značně podporován:
- vyspělými ekonomikami, které spolupracují s rozvojovými zeměmi přes přímé zahraniční investice
- snižováním nákladů na obchodování
- redukcí obchodních bariér
- často i přeshraniční migrací.

Zatímco globalizace radikálně zvýšila příjmy a ekonomický růst v rozvojových zemích a snížila spotřebitelské ceny v rozvinutých zemích, změnila v těchto zemích i kulturu.

## Evoluce globalizace

### Historie
Mezinárodní komoditní trhy, pracovní trhy a kapitálové trhy tvoří ekonomiku a definují ekonomickou globalizaci.
Už 6500 let př. n. l. lidé v Sýrii obchodovali s dobytkem, nástroji a jinými položkami. Raná civilizace Sumerů v Mezopotámii používala systém známek, jednu z prvních forem komoditních peněz. Pracovní trhy se skládaly z robotníků, zaměstnavatelů, výplat, příjmu, nabídky a poptávky. Pracovní trhy existují stejně dlouho jako komoditní trhy. První pracovní trhy poskytovali pracovníky na růst plodin a chov dobytka pro další prodej na místních trzích. Kapitálové trhy vznikly v průmyslech, které vyžadovali zdroje nad možnosti jednotlivých farmářů.

### Technologie
Globalizace je o přepojování lidí po světě nad fyzickou bariéru geografických hranic. Tyto pokroky v ekonomické globalizaci přerušila 1. světová válka. Většina globálních ekonomických mocností vytvořila protekcionistická ekonomická pravidla a zavedla obchodní bariéry, které brzdily rozvoj obchodu až do bodu stagnace. To způsobilo zpomalení světového obchodu a dokonce některé státy zavedly imigrační kvóty. Globalizace se plně obnovila až 70. letech 20. století, když vlády začaly zdůrazňovat výhody obchodu. Dnes, v důsledku pokroků technologie, máme rychlou expanzi globálního obchodu.
Tři doporučené faktory zrychlené ekonomické globalizace: pokrok vědy a techniky, na trh orientované ekonomické reformy, a příspěvky nadnárodních korporací.
Vynález kontejnerové dopravy z roku 1956 spolu se zvětšením lodí byl důležitý faktorem redukce dopravních nákladů.

### Politika a vláda
Základna Všeobecná dohoda o clech a obchodu a Světová obchodní organizace vedly spolupracující státy k redukci celních a bezcelních obchodních bariér. Vlády převedly ekonomiky z centrálního plánování na trhy. Tyto interní reformy umožnily firmám rychleji se adaptovat a využívat příležitosti vytvořené technologickým vývojem.
Nadnárodní korporace reorganizovaly produkci na využití těchto příležitostí. Pracnější výroba migrovala do regionů s nižšími pracovními náklady, později následovaly další funkce, když se zvýšila úroveň dovedností. Sítě zvýšily úroveň spotřeby a geografickou mobilitu.
27. října 1986 londýnská burza (London Stock Exchange) zavedla nová pravidla umožňující globální propojení trhů, s očekáváním velkého růstu aktivity trhů.

## Význam

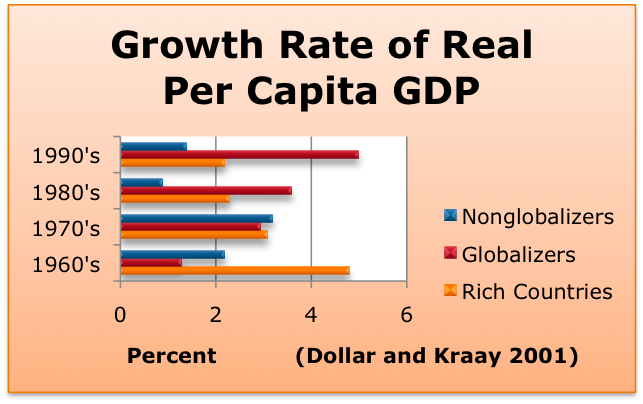
Rychlost růstu reálného HDP na osobu

### Ekonomický růst a snížení chudoby
Akceleraci globalizace následoval zrychlený ekonomický růst a snížení globální chudoby. Růst HDP na osobu v 80. letech se zvýšil na 3,5 procenta z hodnoty z 1,4 procenta v 60. letech a 2,9 v 70. letech a na 5 procent v 90. letech. Akcelerace růstu je víc zřetelná s ohledem na pokles růstu v bohatých zemích z hodnoty 4,7 procenta v 60. letech na 2,2 procenta v 90. letech. Neglobalizující rozvojové země měly mnohem horší výsledky, než ty zapojené do globalizace. Tento rychlý růst mezi globalizátory není jen kvůli velkému výkonu Číny a Indie, ale 18 ze 24 globalizátorů zaznamenalo zvýšení růstu, z toho mnozí dost podstatný.
Podle MMF, výhody růstu ekonomické globalizace se značně sdílejí.